# Irvin Willat

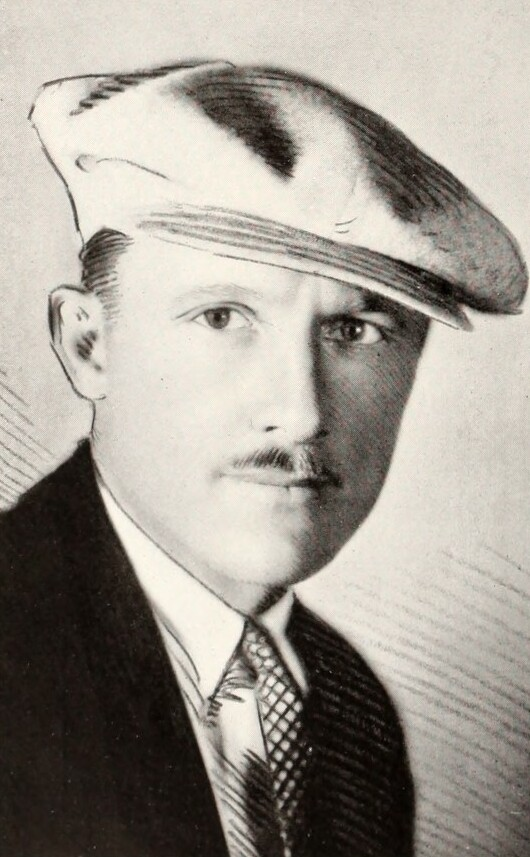
Irvin Willat

Irvin V. Willat (18. listopadu 1890 – 17. dubna 1976) byl americký filmový režisér éry němého filmu. Režíroval 39 filmů v letech 1917 až 1937. Na začátku své kariéry působil jako kameraman u několika filmů. Jeho starší bratr Edwin Willat (1882–1950) byl také kameramanem u řady němých filmů.

## Filmy
- Uncle Tom's Cabin (1914)
- In Slumberland (1917)
- The Guilty Man (1918)
- The Law of the North (1918)
- The False Faces (1919)
- Rustling a Bride (1919)
- A Daughter of the Wolf (1919)
- The Grim Game (1919)
- Behind the Door (1919)
- Below the Surface (1920)
- Down Home (1920)
- Partners of the Tide (1921)
- Fifty Candles (1921)
- The Face of the World (1921)
- The Siren Call (1922)
- On the High Seas (1922)
- Pawned (1922)
- All the Brothers Were Valiant (1923)
- Fog Bound (1923)
- Three Miles Out (1924)
- Heritage of the Desert (1924)
- Wanderer of the Wasteland (1924)
- The Story Without a Name (1924)
- North of 36 (1924)
- The Air Mail (1925)
- Rugged Water (1925)
- The Ancient Highway (1925)
- The Enchanted Hill (1926)
- Paradise (1926)
- Back to God's Country (1927)
- The Cavalier (1928)
- The Michigan Kid (1928)
- The Isle of Lost Ships (1929)
- Old Louisiana (1937)
- Luck of Roaring Camp (1937)
- Under Strange Flags (1937)